# Alexander Alesius

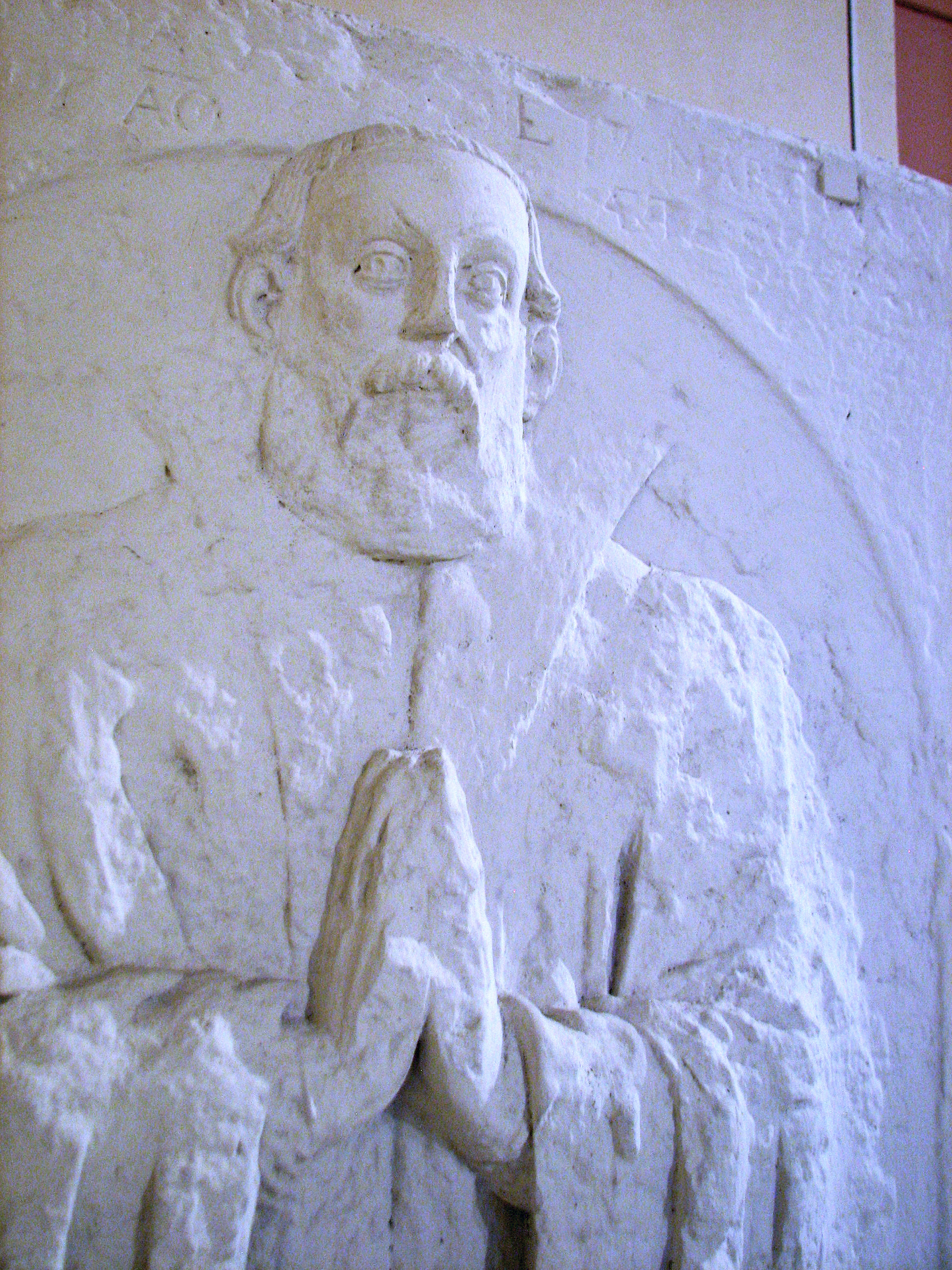
Epitaph von Alexander Alesius in der Kirche Zweinaundorf (Ausschnitt), aufgestellt in der rechten Ecke hinter dem Altar

Alexander Alesius (auch: Aleß, Geburtsname Alexander Ales bzw. Alane; * 23. April 1500 in Edinburgh; † 17. März 1565 in Leipzig) war ein schottisch-deutscher Theologe, Reformator und Hochschullehrer in Deutschland.

## Leben und Wirken
Bereits mit zwölf Jahren begann Alexander Alesius am St Leonard’s College an der Universität St Andrews zu studieren. Er wohnte deshalb bei den Augustinern und machte mit 15 Jahren seinen Bachelor. Danach wurde er Novize und studierte weiter bis zum Master. 1529 erhielt er einen Doktor in Theologie, er war Kanoniker und wurde Augustinerchorherr und Domherr in St Andrews.
Als Patrick Hamilton 1523 und 1528 reformistische Gedanken und Bücher nach Schottland brachte, wurde er eingekerkert. Alesius sollte diesen im Gefängnis vom alten Glauben überzeugen. Das Ergebnis war jedoch das Gegenteil, er nahm den evangelischen Glauben an. Auch er musste sein mutiges Auftreten für die Reformation im Gefängnis büßen, er konnte aber 1532 fliehen und auf einem deutschen Schiff entkommen.
So fand er sich 1533 in Wittenberg ein, wo er bis 1535 Professor an der Universität war. Von dort aus versuchte er, nach Schottland hinein zu wirken. Er setzte sich in einer Schrift für das Bibellesen in der Muttersprache ein und trug deswegen eine Fehde mit dem Gegner der Reformation, Johannes Cochläus, aus.
1535 folgte er einem Ruf Thomas Cranmers nach England, überbrachte König Heinrich VIII. einen Brief Philipp Melanchthons, auf dessen Empfehlung hin er zum Professor in Cambridge ernannt wurde. Da er in theologische Kämpfe verwickelt war, konnte er sich weder in Cambridge noch in London halten und kehrte 1540 nach Deutschland zurück.
Kurfürst Joachim II. von Brandenburg berief ihn als Professor an die Brandenburgische Universität Frankfurt, wo er bis 1544 blieb. Der Kurfürst nahm ihn 1540 auch zum Religionsgespräch nach Worms (1540/1541) mit. 1542 hatte er ein Kollegiat am Großen Fürstenkolleg in Leipzig, und 1543 fand die Disputation für seine Lehrbefähigung statt.
Ab 1544 war er ordentlicher Professor für Theologie an der Universität Leipzig, und er nahm in den folgenden Jahren an den wichtigsten Verhandlungen teil. Er hatte sich in den wesentlichen Fragen dem Reformator Melanchthon angeschlossen und hielt auch in den Jahren, als die Philippisten stark angegriffen wurden, seinem Lehrer die Treue. 1546 wurde er Domherr in Zeitz. In den Jahren 1545, 1547, 1550, 1553, 1556 und 1558 war er zudem Dekan der Theologischen Fakultät der Universität Leipzig. 1553 war er Prokanzler der Universität Leipzig. 1555 und 1561 hatte er das Amt des Rektors der Universität Leipzig inne.
Im Grundsätzlichen hatte sich Alesius klar entschieden, und er zeigte in der Heimat einen festen Charakter, aber in der Fremde wurde er unsicher und verhielt sich oft widersprüchlich. So blieb, auch nachdem er in Leipzig Ruhe gefunden hatte, seinem Wirken der Erfolg versagt. Er hatte eine Reihe großer exegetischer und dogmatischer Werke geschrieben, aber auch in die innerprotestantischen Auseinandersetzungen mit polemischen Schriften (gegen Andreas Osiander, besonders auch gegen die Antitrinitarier Servet und Gentile) eingegriffen.
Sein Epitaph steht seit 1710 in der Kirche Zweinaundorf in Mölkau, Stadtteil von Leipzig. Zuvor hatte es seinen Standort in Leipzigs Universitätskirche, der Paulinerkirche (Leipzig), wo traditionell die Epitaphe der Rektoren der Universität aufgestellt wurden. Vermutlich kam sein Grabstein nach Mölkau, da sein Enkel Johann Friedrich Scipio, der dort Kirchenpatron und Gründer der Kirche war, sich dafür eingesetzt hatte. Alesius wurde auf dem Friedhof in Zweinaundorf beerdigt.

## Familie
Alesius heiratete Katherina de Mayn, aus dieser Ehe stammten die Töchter Christina und Anna und die Söhne Caspar und Alexander.

## Werke
- Alexandri Alesii Scotti Responsio Ad Cochlei Calumnias. Wittenberg, 1534. (Antwortschrift gegen Johannes Cochläus), urn:nbn:de:gbv:9-g-3090535
- Expositio prioris epistolae ad Timotheum, 1550.
- In alteram ad Timotheum expositio, Leipzig 1551.
- Ordinatio Ecclesiae, Seu Ministerii Ecclesiastici, In Florentissimo Regno Angliae, ... Conscripta sermone patrio et in Latinam linguam conversa, Leipzig 1551.
- Diligens refutatio errorum, quos sparsit nuper Andreas Osiander in libro, cui titulum fecit. De unico mediatore Christo, Wittenberg 1552
- De Utilitate Missae et de vero usu & fructu coenae Domini, ca. 1563, Antwortschrift gegen Ruard Tapper, Digitalisat